# 姫路赤十字看護専門学校
姫路赤十字看護専門学校 （ひめじせきじゅうじかんごせんもんがっこう）は、兵庫県姫路市にある私立の専修学校である。運営母体は、日本赤十字社。第二次世界大戦中の急激な救護看護婦増員の必要性に伴い、一時期「甲種看護婦（高等女学校卒3ヵ年修業）」・「乙種看護婦（高等小学校卒2ヵ年）」・「臨時看護婦（看護婦免許既得者に3ヶ月の教育）」の養成を行っていた時期があった。

## 沿革
- 1909年（明治42年） - 日本赤十字社 兵庫支部 姫路病院救護看護婦養成所を創立。
- 1919年（大正8年） - 日本赤十字社 熊本支部の看護婦養成を受ける。
- 1921年（大正11年） - 日本赤十字社 産婆養成規則により産婆養成所を新設。
- 1938年（昭和13年） - 臨時救護看護婦（看護婦免許既得者に対し6ヶ月の修業年限）の養成を開始。
- 1941年（昭和16年） - 保健婦講習所として指定を受ける。（昭和26年3月卒業生をもって終了）
- 1945年（昭和19年） - 乙種救護看護婦の養成（修業年限2年）を開始。（昭和22年3月卒業生をもって養成廃止）
- 1949年（昭和24年） - 姫路高等看護学院と改称。（保健婦助産婦看護婦法に基づく養成施設として指定。）
- 1950年（昭和25年） - 厚生大臣より甲種看護婦養成所に指定。並びに、姫路赤十字高等看護学院と改称。また、日本赤十字社熊本支部、日本赤十字社長崎支部、陸上自衛隊の看護婦養成の受託。
- 1976年（昭和51年） - 姫路赤十字看護専門学校と改称。（学校教育法第82条の8に基づく医療専門課程を設置する専修学校として認可）
- 1995年（平成7年） - 専門士の称号が付与できる専修学校の専門課程として認可。
- 2002年（平成14年） - 寮制を廃止、通学制へ完全移行。
- 2009年（平成21年）- 学校創立100周年を迎える。

## 学科
- 専門課程 看護学科 3年課程

赤十字社奨学金
- 日本赤十字社看護師同方会奨学資金

## 取得できる資格・免許状

### 看護学科
- 看護師 国家試験受験資格
- 保健師・助産師の養成機関受験資格
- 養護教諭免許一種の養成機関（看護系）受験資格
- 専門士（医療専門課程）の称号[1]
- 四年制大学編入学受験資格

## 交通アクセス
- 姫路駅北口から
- （下りバス）
  - 神姫バス・3番乗場、姫路駅北口乗車、バス停「日赤病院前」下車。（系統：40,37,31,32,33,34,35）
  - 神姫バス・5番乗場、姫路駅北口乗車、バス停「日赤病院前」下車。（系統：18,30,39,38）
- （上りバス）
  - 神姫バス・日赤病院前乗場「姫路駅方面」乗車、（系統：18,30,37,40,31,32,33,34,35,38,39）
  - 神姫バス・日赤病院前乗場「姫路駅方面」乗車、（系統：18,40,37,30,38,39,31,32,33,34,35）